# El puente sobre el río Kwai (novela)
El puente sobre el río Kwai es una novela escrita por el autor francés Pierre Boulle y publicada en 1952. Aunque los hechos narrados son ficticios, la novela se basa en la construcción del Ferrocarril de Birmania entre 1942 y 1943 y describe la historia de un grupo de prisioneros de guerra británicos que durante la Segunda Guerra Mundial son obligados por el Ejército Imperial Japonés a construir un puente para dicho ferrocarril. La novela ganó el Prix Sainte-Beuve en 1952.

## Contexto histórico
El argumento de la novela, el cual es en su mayoría ficción, está basado en la construcción en 1943 de un puente de ferrocarril sobre el río Mae Klong (posteriormente renombrado Kwai Yai en los años 1960), en un lugar llamado Tha Ma Kham, a cinco kilómetros de la ciudad tailandesa de Kanchanaburi.
Boulle había sido un prisionero de guerra de los japoneses durante la guerra y la novela está basada en sus experiencias con algunos oficiales franceses, aunque decidió usar oficiales británicos en la novela.

## Resumen del argumento

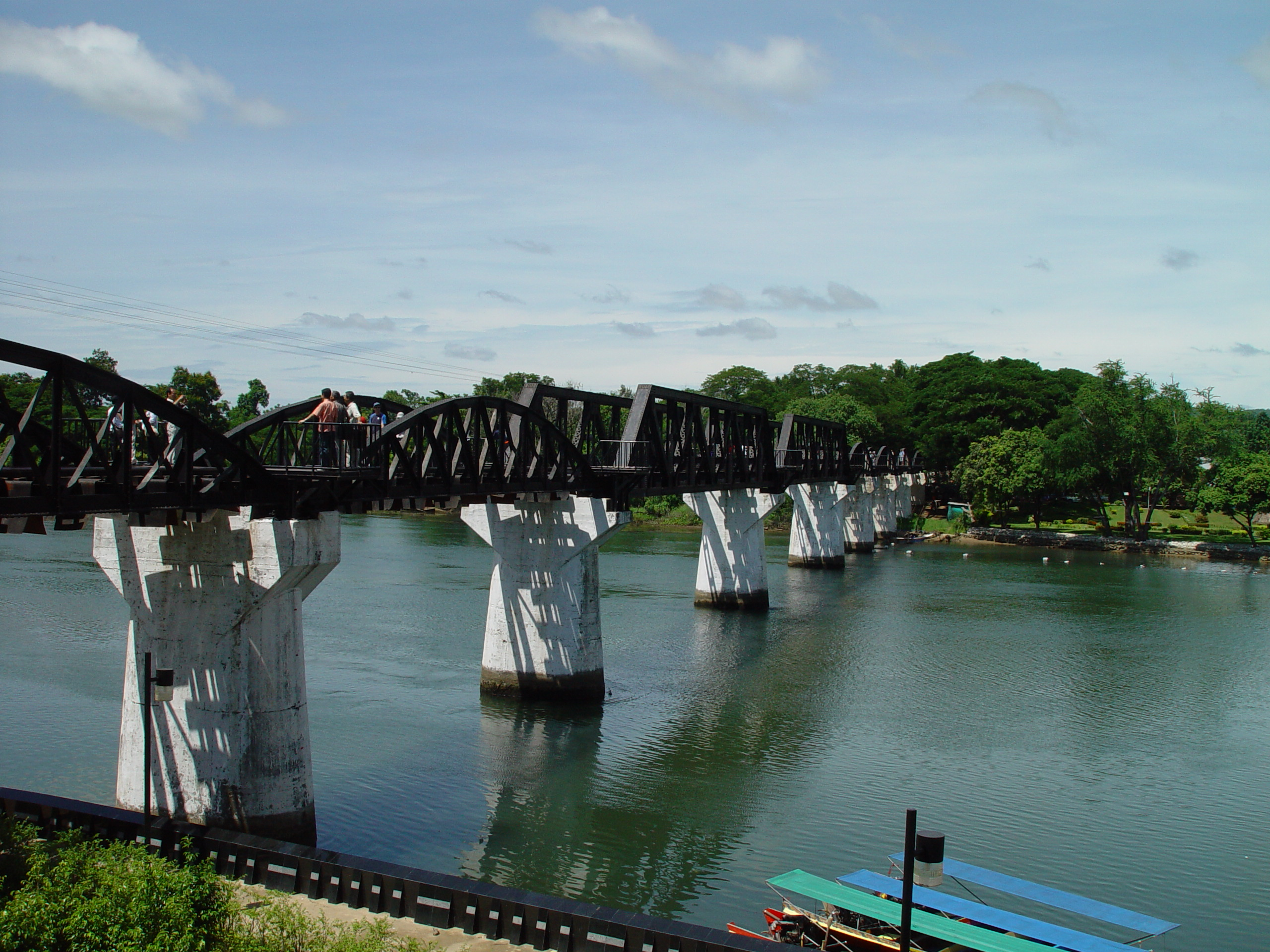
Puente sobre el río Mae Klong, cuya construcción sirvió de base para el argumento de la novela.

La novela comienza con el teniente coronel Nicholson rindiendo su brigada a los japoneses y su marcha al Campo de Prisioneros de Guerra 16, el cual está bajo el comando del coronel Saito. Saito anuncia que los prisioneros deberán trabajar en la construcción de un puente sobre el río Kwai para completar la línea del tren entre Bangkok y Rangún. Sin embargo, cuando Saito exige que todos los hombres, incluidos los oficiales, realicen trabajos manuales, Nicholson se rehúsa porque, bajo los Convenios de Ginebra, los oficiales no pueden ser obligados a realizar dichas labores. Saito reitera sus exigencias, pero Nicholson no cede, por lo que él y sus oficiales son encerrados en «hornos», pequeñas cajas de hierro que son expuestas al calor del sol. Al final, la terquedad de Nicholson obliga a Saito a ceder.
Nicholson supervisa que la construcción del puente se lleve a cabo exitosamente ya que es un perfeccionista y ve la obra como un símbolo de su profesionalismo e integridad personal y la superioridad británica. Mientras tanto, un grupo de soldados británicos planean la destrucción del puente.

## Adaptación cinematográfica
La novela fue adaptada en una película homónima en 1957, dirigida por David Lean. El filme ganó 7 Premios Óscar, incluyendo el de mejor película y el de mejor guion adaptado.
Los guionistas Carl Foreman y Michael Wilson estaban en la lista negra de la caza de brujas liderada por el senador Joseph McCarthy, acusados de pertenecer a organizaciones comunistas, por lo que tenían que trabajar secretamente, y su aportación no fue acreditada en la primera versión. Por ello, el premio Óscar al mejor guion adaptado fue acreditado a Pierre Boulle. En 1985, la Academia concedió un premio póstumo a los dos guionistas.
- Datos: Q1211785